# شهرک صنعتی کنارک
شهرک صنعتی کنارک، روستایی از توابع بخش مرکزی شهرستان کنارک در استان سیستان و بلوچستان ایران است‌.

## جمعیت
این روستا در دهستان جهلیان قرار دارد و براساس سرشماری عمومی نفوس و مسکن در سال ۱۳۹۵، جمعیت آن برابر با ۷۵ نفر (۱۹ خانوار) بوده‌است.